# Markuskirche (Kassel)

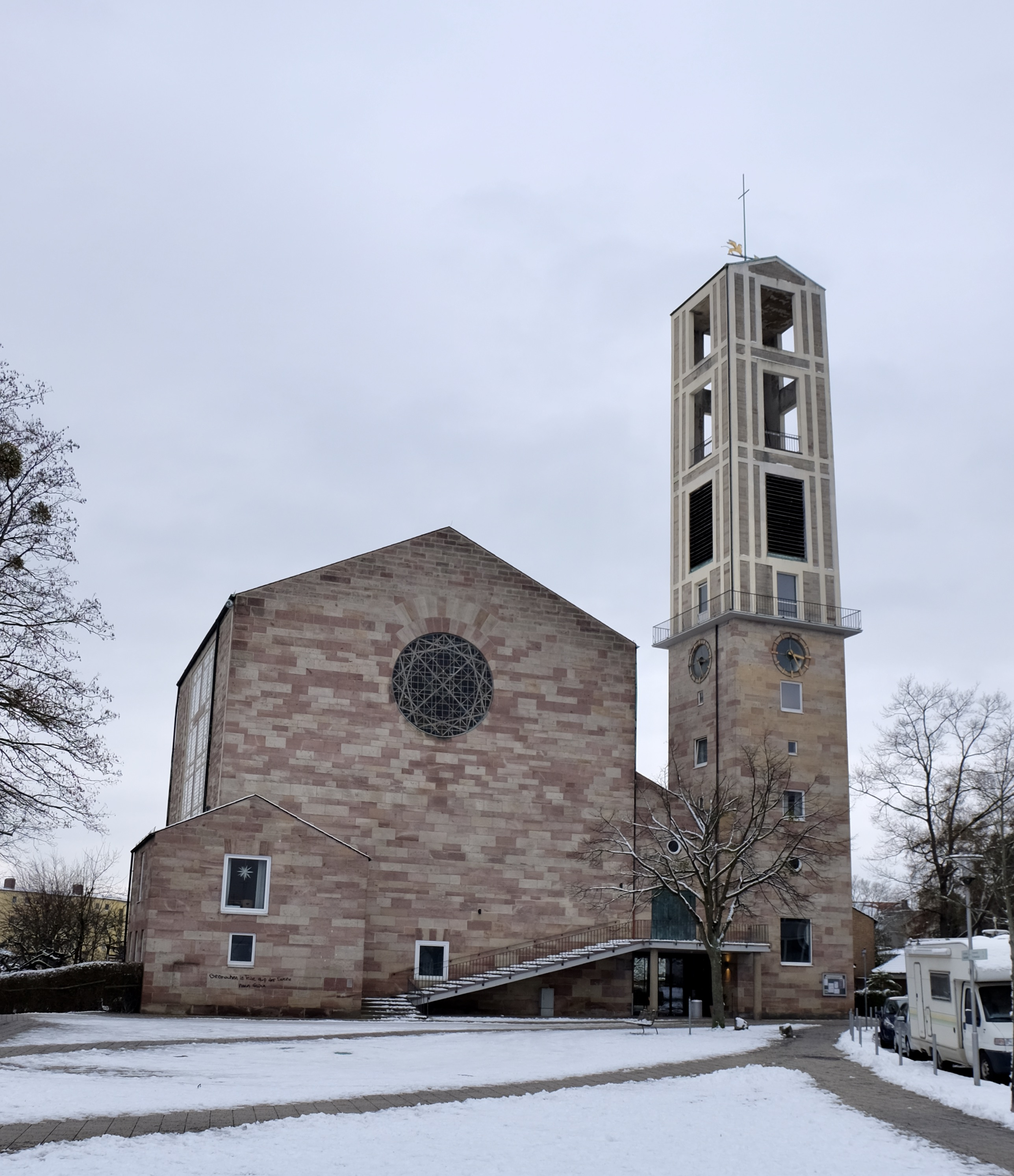
Blick auf die Markuskirche und Glockenturm

Die Markuskirche ist eine evangelische Kirche im Kasseler Stadtteil Südstadt. Sie bildet seit ihrer Fertigstellung 1960 das städtebauliche Zentrum der in den 1950er Jahren angelegten Gartenstadt Auefeld. Die von dem Göttinger Architekten Diez Brandi entworfene Kirche ist der Mittelpunkt des Gemeindelebens der Südstadt-Gemeinde der Evangelischen Kirche von Kurhessen-Waldeck. Das in der Richard-Wagner-Straße 6 gelegene Gebäude steht als Kulturdenkmal aus künstlerischen, städtebaulichen und geschichtlichen Gründen unter Denkmalschutz.

## Geschichte

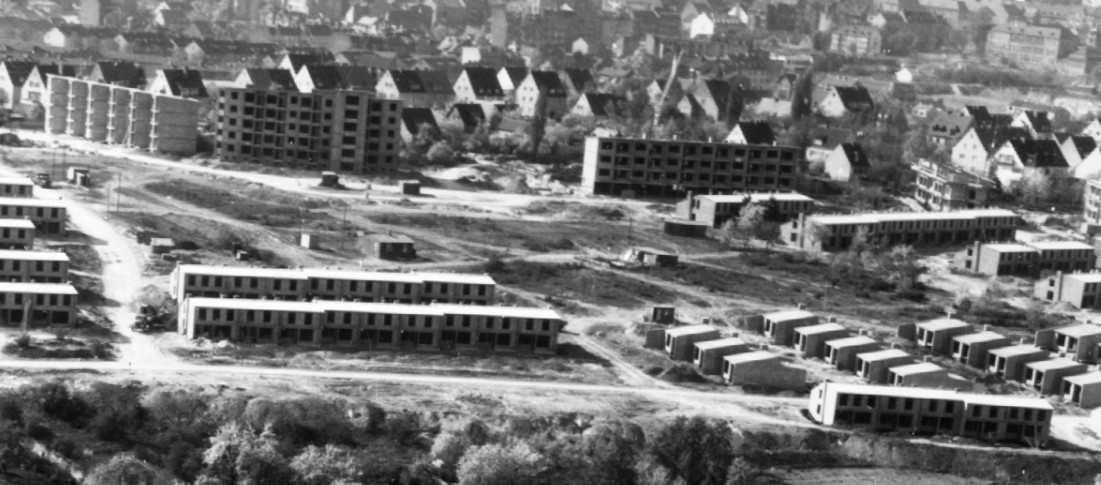
Der leere Bauplatz der Markuskirche 1954

Die heutige Kirchengemeinde entstand am 1. April 1933 und betreute das damalige Frankfurter-Tor-Viertel, aus dem die Südstadt hervorging. Bereits 1926 bestand, als Teil der Oberneustädter Gemeinde, ein Gottesdienstraum in einem ehemaligen Festsaal einer Gastwirtschaft in der Frankfurter Straße 78.
Im Jahr 1936 kaufte die Kirchengemeinde einen Bauplatz auf dem noch unbebauten Auefeld. Die durch den Krieg verhinderte Bebauung der Fläche wurde in den 1950er Jahren stattdessen durch Paul Bodes Belgier-Siedlung und Heinz Graafs Gartenstadt Auefeld ausgeführt. Aufgrund der stark steigenden Bevölkerungszahl im Viertel nach dem Zweiten Weltkrieg wurde ein Neubau notwendig. 1955 fand ein erster Wettbewerb für das Gebäude statt, als dessen Gewinner Diez Brandi hervorging. Der erste Spatenstich erfolgte am 21. Oktober 1957, die Einweihung durch einen ersten Gottesdienst am 20. März 1960.

## Architektur

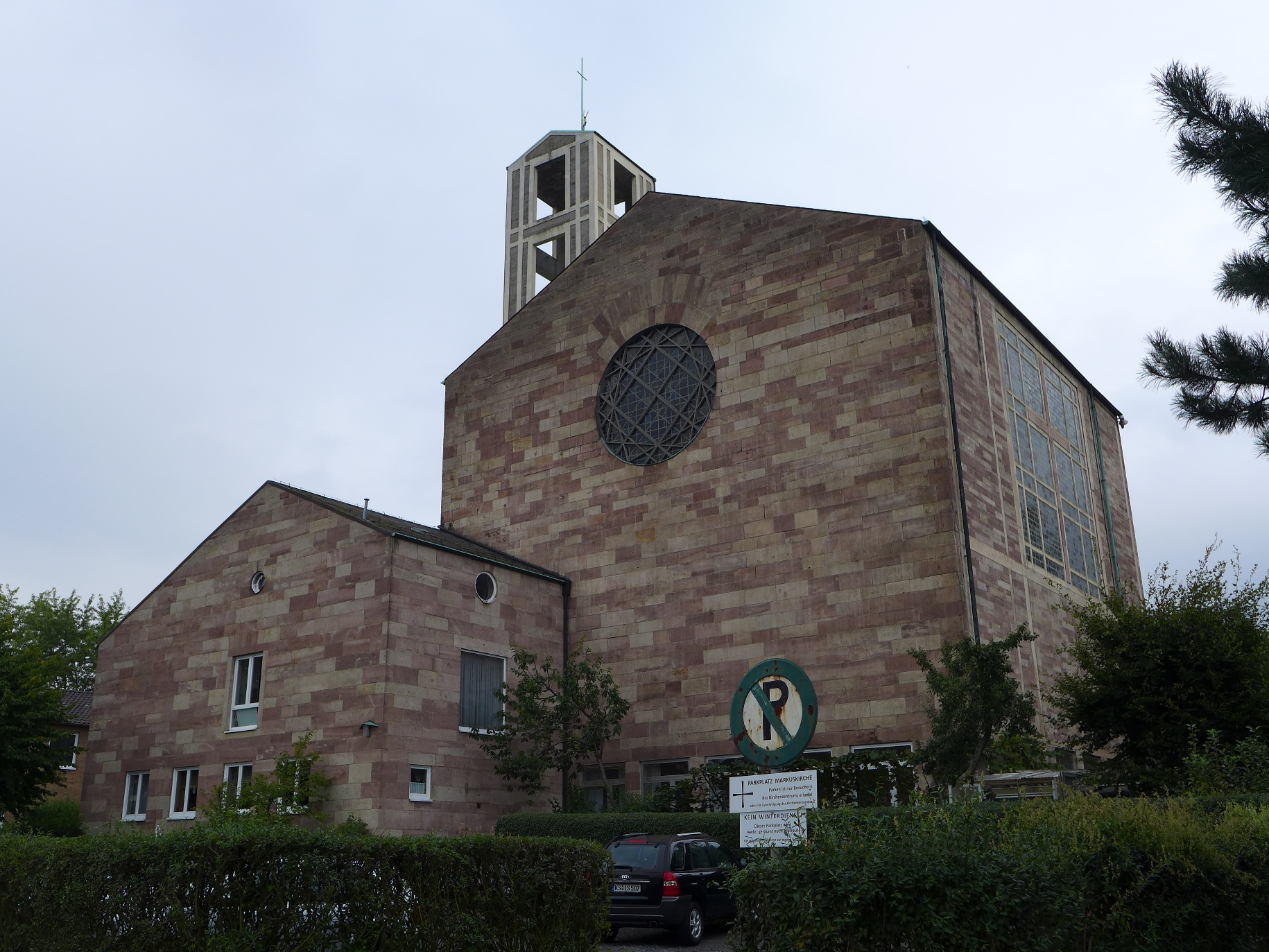
Blick auf das Kirchenschiff der Markuskirche

Das streng symmetrische Gebäude besteht aus drei ineinander eingerückten Baukörpern, deren Form je ein schlichtes Haus mit Satteldach zitiert. Das Gebäude ist mit Sandsteinplatten verblendet. Betonsichtige Teile wie Turm und das größte Fenster sind stark gerastert.
Über eine Treppenanlage vom Vorplatz erreicht man im ersten Obergeschoss den Eingang des Kirchenraumes und den Übergang zum leicht abgerückten 47 Meter hohen Turm. Neben dem eigentlichen quadratischen Kirchenschiff beherbergt das Gotteshaus eine Sakristei, einen Gemeindesaal, eine Küsterwohnung und im Turm vier Zimmer für Jugendkreise. Zu drei Seiten sind die Außenwände durch jeweils ein großes kreisförmiges Fenster durchbrochen.  Hinter dem Altar ist die Wand auf über 70 Quadratmetern als Betonfensterwand ausgeführt. Die Entwürfe der Fenster stammen von Hans Gottfried von Stockhausen.

## Ausstattung

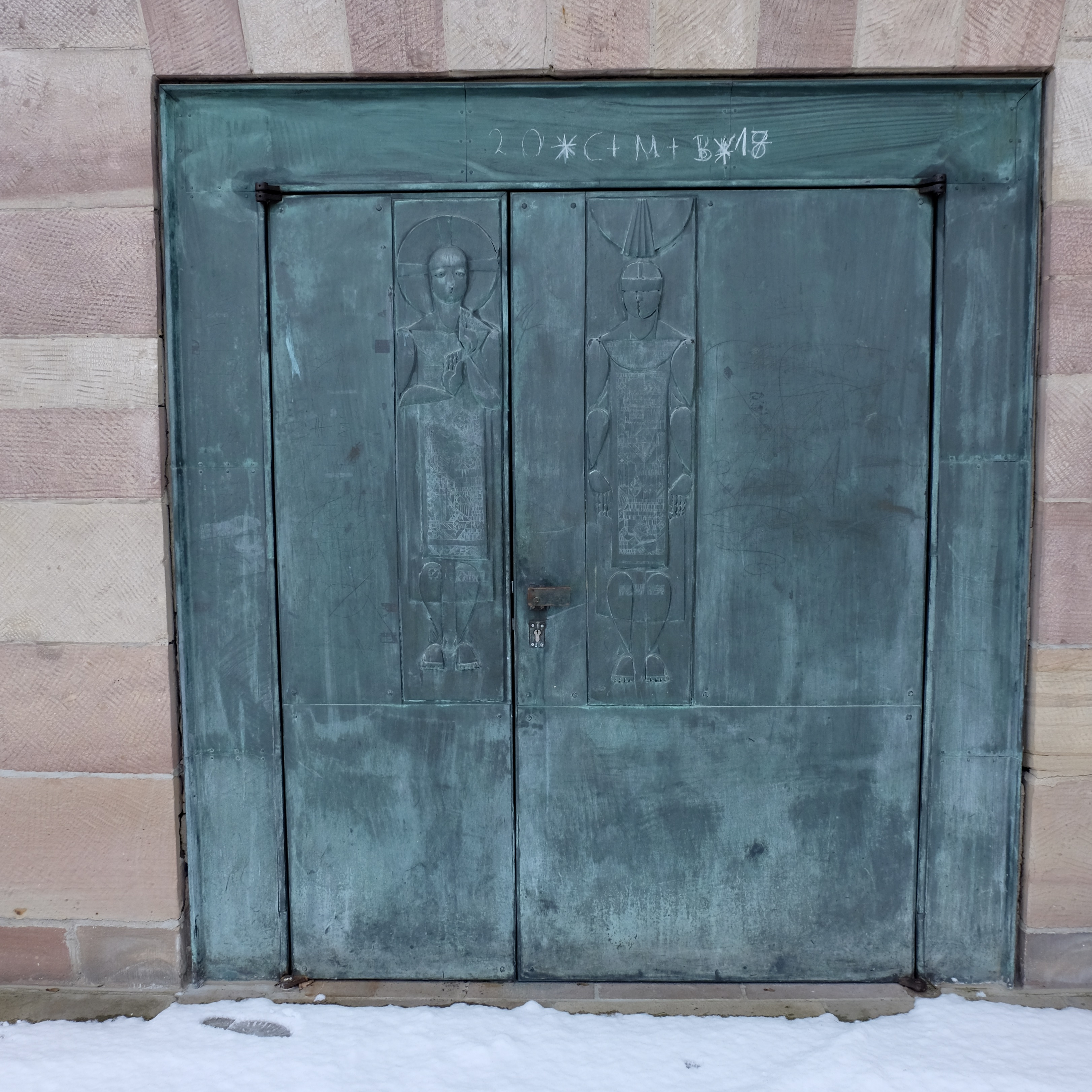
Portal der Kirche von Joachim Spies

Das schlichte Innere der Kirche wird bestimmt durch die Wandgestaltung aus ornamental vermauerten verschiedenen Ziegelsteinen. Die 1968 eingebrachte Tür des Hauptportals wurde von Joachim Spies geschaffen. 1995 wurden große Teile der Ausstattung, wie Altar und Taufstein, durch Neuschöpfungen der 1954 in Göttingen geborenen Künstlerin Iris Hollstein ersetzt.

## Orgel

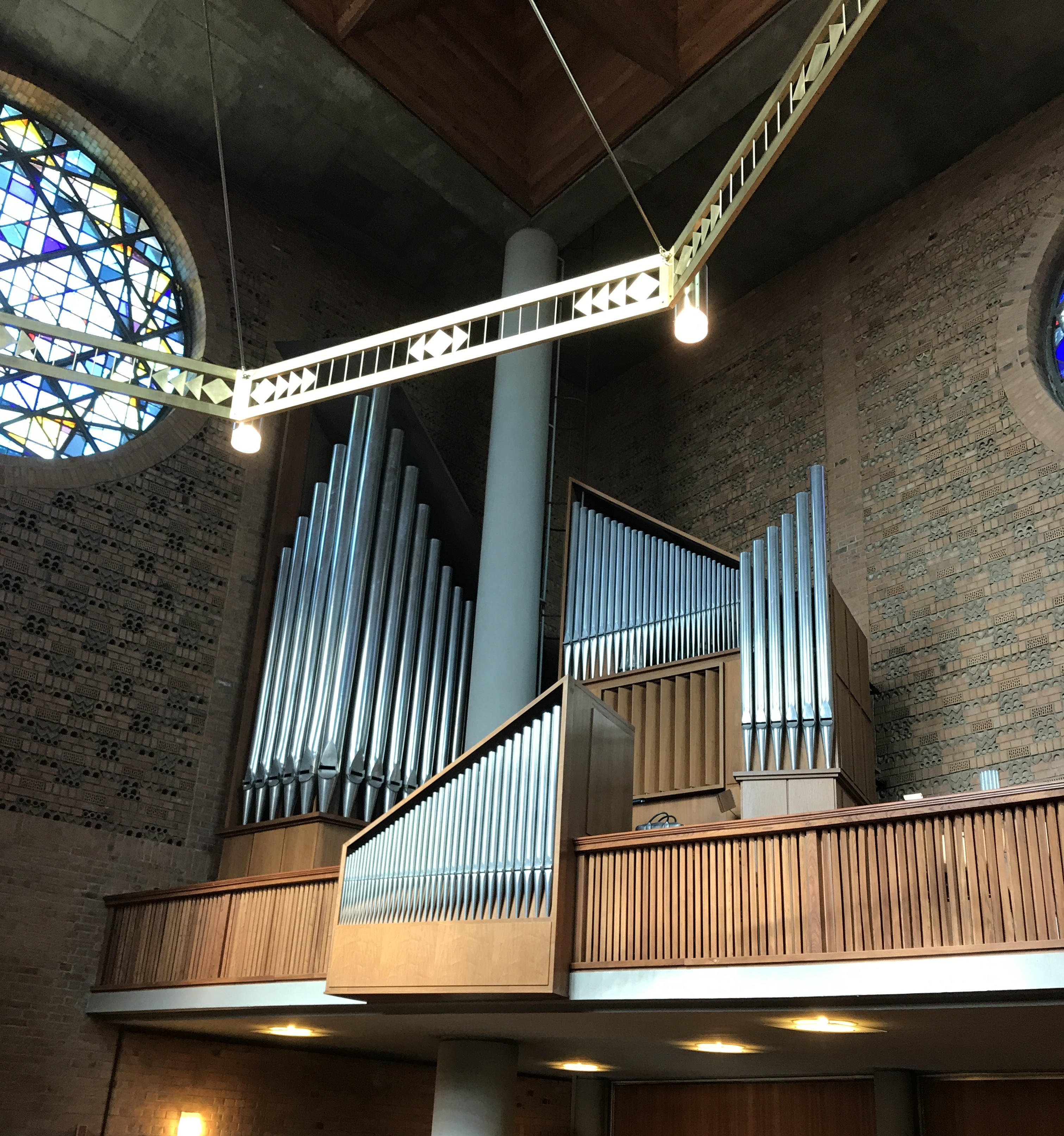
Bosch-Orgel aus 1962

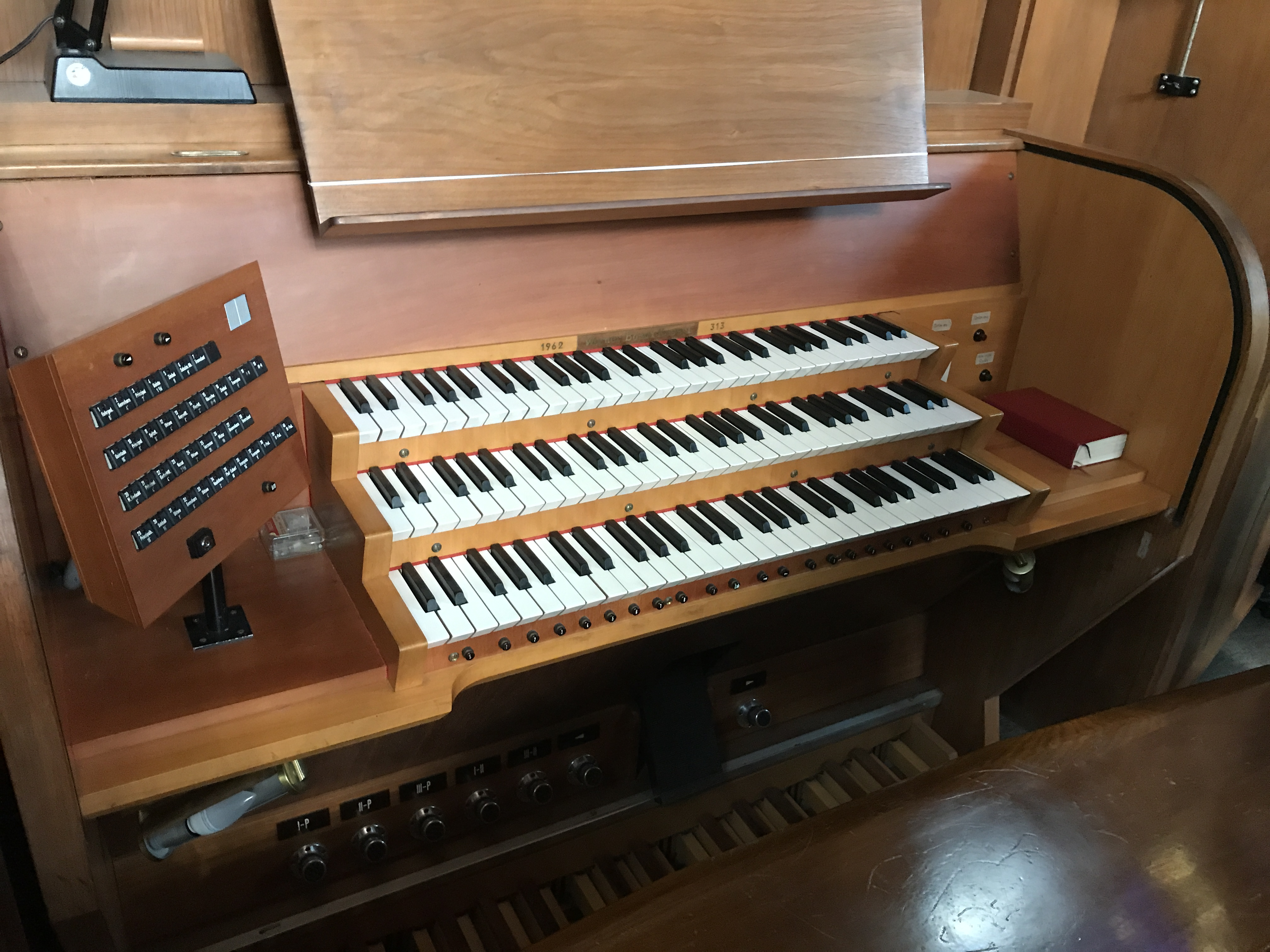
Orgel-Spieltisch

Die Kirche verfügt über eine Orgel von Werner Bosch aus Niestetal mit 32 Registern auf drei Manualen und Pedal. Das Instrument wurde kurz nach Vollendung des Gebäudes 1962 fertiggestellt und bei Sanierungsarbeiten zwischen 1966 und 1970 ausgelagert. Die Disposition lautet wie folgt:
| I Rückpositiv C–a3 |        |
| Metallgedackt      | 8′     |
| Prinzipal          | 4′     |
| Gedacktflöte       | 4′     |
| Nasard             | 2 ⁄3′  |
| Oktave             | 2′     |
| Terznone II        | 1 3⁄5′ |
| Mixtur III         | 2⁄3′   |
| Krummhorn          | 8′     |
| Tremulant          |        |

| II Hauptwerk C–a3  |      |
| Quintade           | 16′  |
| Prinzipal          | 8′   |
| Spitzflöte         | 8′   |
| Oktave             | 4′   |
| Koppelflöte        | 4′   |
| Flachflöte         | 2′   |
| Rauschwerk IV–V    | 2′   |
| Septimenzimbel III | 2⁄7′ |
| Trompete           | 8′   |

| III Brustwerk C–a3 |       |
| Rohrgedackt        | 8′    |
| Gemshorn           | 4′    |
| Prinzipal          | 2′    |
| Quintflöte         | 1 ⁄3′ |
| Zimbel II          | 1⁄3′  |
| Schalmei/Oboe      | 8′    |

| Pedal C–f1    |       |
| Prinzipal     | 16′   |
| Subbaß        | 16′   |
| Oktave        | 8′    |
| Gemshorn      | 8′    |
| Oktave        | 4′    |
| Nachthorn     | 2′    |
| Hintersatz IV | 2 ⁄3′ |
| Trompete      | 16′   |
| Trompete      | 8′    |

- Koppeln: I/II, III/II, I/P, II/P, III/P
- Spielhilfe: 3 freie Kombinationen

## Geläut
Das Geläut besteht aus vier Stahlglocken, die vom Bochumer Verein 1959 gegossen wurden. Zur Anschaffung der nach den vier Evangelisten benannten Glocken sammelte die Gemeinde durch Stiftungen etwa 29.000 DM. Die vierte Glocke stiftete die Gießerei der Gemeinde.
| Nr. | Name           | Durchmesser (mm) | Masse (kg) | Ton  | Inschrift                                                                                                   |
| 1   | Markusglocke   | 1900             | 2600       | b0   | „Himmel und Erde werden vergehen, meine Worte aber werden nicht vergehen.“ (Markus 13,31 )                  |
| 2   | Johannesglocke | 1720             | 2200       | des1 | „Ich bin der Weg und die Wahrheit und das Leben; niemand kommt zum Vater denn durch mich.“ (Johannes 14,6 ) |
| 3   | Matthäusglocke | 1260             | 880        | f1   | „Und siehe, ich bin bei euch alle Tage bis an der Welt Ende“ (Matthäus 28,20 )                              |
| 4   | Lukasglocke    | 1140             | 750        | as1  | „Betet, auf daß ihr nicht in Anfechtung fallet!“ (Lukas 22,40 )                                             |